# Норт Атлеборо Сентер (Масачусетс)
Норт Атлеборо Сентер (енгл. North Attleborough Center) град је у америчкој савезној држави Масачусетс.

## Демографија
По попису из 2000. године број становника је 16.796.
| Група             | 2000.          | 2010.    |
| Белци             | 15.865 (94,5%) | 0 (0,0%) |
| Афроамериканци    | 189 (1,1%)     | 0 (0,0%) |
| Азијати           | 292 (1,7%)     | 0 (0,0%) |
| Хиспаноамериканци | 284 (1,7%)     | 0 (0,0%) |
| Укупно            | 16.796         | 0        |